# ETFE
ETFE (zkratka z ethen-tetrafluorethen či ethylen-tetrafluorethylen) je plast s vysokou odolností vůči korozi, pevností a trvanlivostí v širokém rozsahu teplot. Technicky se jedná o polymer a jeho systematický název je poly(ethen-tetrafluorethen). ETFE má velmi vysokou teplotu tání a vynikající odolnost vůči chemickému, elektrickému a vysokoenergetickému záření. Při hoření uvolňuje kyselinu fluorovodíkovou.
Tento materiál si v poslední době našel v podobě fólií nové místo v současné architektuře. Poněkud zjednodušeně si jej můžeme představit jako silnější tuhý igelit, ale ve skutečnosti se jedná o materiál s vysokými užitnými vlastnostmi, především pevností a trvanlivostí.

## Použití
Fólie ETFE se velmi osvědčila zejména při zastřešování rozlehlých veřejných prostor, např. sportovních či letištních hal. Ve srovnání se sklem má pouze 1 % jeho hmotnosti, propouští více světla (až 95 %), a dokonce i zdraví prospěšnou složku A ultrafialového záření. Její instalace je o 24–70 % procent levnější, neboť díky své hmotnosti nevyžaduje tak mohutnou nosnou konstrukci jako těžké lepené sklo. Je také pružnější a mnohem houževnatější než sklo (může unést až čtyřistanásobek své hmotnosti), díky nepřilnavému povrchu má i samočisticí schopnost a je recyklovatelná. Na druhé straně ji lze ostrými předměty snadno proříznout, a proto se používá převážně pro zastřešování.
ETFE fólie se používají převážně jako jakési nafukovací polštáře plněné stlačeným vzduchem. Ten vytváří mírné předpětí, jež fóliím dodává značnou stabilitu. Výhodou je, že při poklesu tlaku nedochází ke ztrátě stability, ale jen tvaru, přičemž jejich zastřešující funkce zůstává díky upnutí do okrajového profilu zachována.
Díky přetlaku lze u ETFE fólií docílit žádaného prostorově zakřiveného tvaru, aby byly střechy odolné zatížení větrem a sněhem. Plochy mají také vysoce hladký povrch, na němž neulpívá prach, takže případné nečistoty stačí smývat déšť.

## Příklady realizací
- Centrum CIIRC při ČVUT v pražských Dejvicích
- Allianz Arena – plášť tohoto mnichovského fotbalového stadionu pro 66 000 diváků tvoří 2760 nafukovacích polštářů z ETFE fólie. [1]
- Olympijský stadion v Pekingu tzv. Ptačí hnízdo, kde je 40 000 m² ETFE fólie, jež chrání návštěvníky před nepohodou
- Olympijské Národní centrum vodních sportů zvané Vodní kostka v Pekingu